# Langenzenn
Langenzenn (pronunciación en alemán: /laŋənˈt͡sɛn/ⓘ) es una ciudad situada en el distrito de Fürth, en el estado federado de Baviera (Alemania), con una población a finales de 2016 de unos 10 511 habitantes.
Se encuentra ubicado en la zona centro-noroeste del estado, en la región de Franconia Media, a poca distancia de la ciudad de Núremberg y del canal Rin-Meno-Danubio.